# Michális Konstantínou
Pour les articles homonymes, voir Konstantínou.
Michális Konstantínou (en grec moderne : Μιχάλης Κωνσταντίνου), né le 19 février 1978 à Paralímni à Chypre, est un footballeur international chypriote, qui évoluait au poste d'attaquant.
Il détient le record du nombre de buts inscrits en sélection nationale (32 buts).

## Biographie

### Carrière en club
Sa carrière l'a conduit à l'Iraklis Thessalonique où il a marqué 64 buts en 123 rencontres jusqu'en 2001 puis au Panathinaïkos, l'un des clubs phares du football grec. En 2005, il joue dans l'équipe de l'Olympiakos. Il est contacté par le LOSC Lille pendant le mercato d'été 2008, mais finalement il retourne à l'Iraklis.
En janvier 2009, il quitte le club d'Iraklis Thessalonique pour des raisons familiales.
Michális Konstantínou dispute 42 matchs en Ligue des champions, pour 13 buts inscrits, et 22 matchs en Ligue Europa, pour 7 buts inscrits,.
Il joue 268 matchs en première division grecque, inscrivant 109 buts, et 167 matchs en première division chypriote, marquant 74 buts. Lors de la saison 1996-1997, il inscrit 17 buts et termine meilleur buteur du championnat chypriote. Il réalise sa meilleure performance lors de la saison 1999-2000, où il inscrit 22 buts en championnat grec.

### Carrière internationale
Michális Konstantínou compte 84 sélections et 32 buts avec l'équipe de Chypre entre 1997 et 2012. Il forme avec son compatriote Ioánnis Okkás, le meilleur duo offensif de l'équipe nationale chypriote.
Il est convoqué pour la première fois par le sélectionneur national Stávros Papadópoulos pour un match amical contre la Lettonie le 14 février 1997 (victoire 2-0). Il reçoit sa dernière sélection le 12 octobre 2012 contre la Slovénie (défaite 2-1).
Le 10 février 1999, il inscrit son premier doublé en sélection contre Saint-Marin, lors d'un match des éliminatoires de l'Euro 2000 (victoire 4-0). Il est le meilleur buteur de l'histoire de la sélection nationale chypriote avec 32 buts. Entre 2008 et 2012, il porte 10 fois le brassard de capitaine.

## Palmarès

### En club
- Avec le Panathinaïkos
  - Champion de Grèce en 2004
  - Vainqueur de la Coupe de Grèce en 2004
- Avec l'Olympiakos
  - Champion de Grèce en 2006, 2007 et 2008
  - Vainqueur de la Coupe de Grèce en 2006 et 2008
  - Vainqueur de la Supercoupe de Grèce en 2007
- Avec l'Omonia Nicosie
  - Champion de Chypre en 2010
  - Vainqueur de la Coupe de Chypre en 2011
  - Vainqueur de la Supercoupe de Chypre en 2010

### Distinctions personnelles
- Meilleur buteur du Championnat de Chypre en 1997 (17 buts)
- Élu meilleur joueur de la finale de la Coupe de Grèce en 2004 et 2006